# Vibidia duodecimguttata
Vibidia duodecimguttata је инсект из реда тврдокрилаца (Coleoptera) и породице бубамара (Coccinellidae).

## Опис
Пронотум напред равно одсечен, смеђенаранџаст, провидан са непрозирним белим мрљама. Елитрони смеђенаранџасти или боје рђе, са провидним рубовима. Дванаест крупних белих мрља, од којих 6 формирају у средини правилну елипсу, као на слици десно. Треба обратити пажњу јер су врсте Calvia decemguttata и Halyzia sedecimguttata сличне. Величина је 3-4,2mm.

## Распрострањење
Присутна је у готово целој Европи, у Србији је доста честа и широко распрострањена.